# La balada de Donna Helena
La balada de Donna Helena é um média-metragem argentino de 1994, que foi dirigido por Fito Páez.

## Sinopse
"Um ladrão e seu parceiro roubam carros para pagar suas dívidas. Certa tarde, eles roubam o carro de uma mulher especial, encarregada pelo sequestro e pelo transporte de pessoas para uma espécie de submundo infernal, onde as almas devem manter seus vícios mortais para não serem jogados no poço da morte eterna."

## Intérpretes
- Cecilia Roth
- Susú Pecoraro
- Alejandro Urdapilleta
- Darío Grandinetti
- Lito Cruz
- Eusebio Poncela
- María Luisa Bemberg

## Prêmios e indicações
| Ano  | Filme                           | Prêmio                                 | Categoria       | Resultado | Ref.  |
| ---- | ------------------------------- | -------------------------------------- | --------------- | --------- | ----- |
| 1994 | '''La balada de Donna Helena''' | Havana Film Festival - Special Mention | Best Short Film | Venceu    | [ 3 ] |